# Saint-Projet (Lot)
Saint-Projet è un comune francese di 410 abitanti situato nel dipartimento del Lot nella regione dell'Occitania.

## Società

### Evoluzione demografica
Abitanti censiti